# 5113 Kohno
5113 Kohno è un asteroide della fascia principale. Scoperto nel 1988, presenta un'orbita caratterizzata da un semiasse maggiore pari a 2,6650417 UA e da un'eccentricità di 0,2253449, inclinata di 31,58800° rispetto all'eclittica.